# Verdens undergang
Verdens undergang è un film muto del 1916 diretto dal regista August Blom e scritto da Otto Rung, con Olaf Fønss e Ebba Thomsen.
È considerato il primo film di fantascienza danese ed è uno dei primissimi lungometraggi di genere fantascientifico e in particolare del sottogenere apocalittico catastrofico. È stato anche definito il "primo film di avventura spaziale".
Narra di una catastrofe mondiale provocata da una cometa vagante che passa vicino alla Terra causando disastri naturali e disordini sociali. Il film attrasse una vasta platea a causa della paura generata durante il passaggio della Cometa di Halley sei anni prima, così come i tumulti e disordini in corso della prima guerra mondiale.
La pellicola è stata restaurata dall'istituto cinematografico danese (Det Danske Filminstitut) e distribuita su DVD nel 2006.

## Trama
Un predicatore itinerante giunge presso un piccolo paese minerario, dove Dina West, una delle due figlie di un impiegato, abbagliata dal sogno di una facile esistenza fra gli agi, abbandona il proprio fidanzato, il minatore Flint, per fuggire con il proprietario della miniera, Frank Stoll, e sposarlo. La sorella di Dina, Edith, invece mantiene il proprio rapporto col suo amico d’infanzia, il marinaio Reymers.
L’astronomo Wisemann, un cugino di Stoll, rende noto che una cometa passerà nelle vicinanze della Terra, verosimilmente provocando distruzione nella zona d’impatto. Si diffonde il panico, ma Stoll induce un suo amico, giornalista di un’autorevole testata, a smentire la notizia dell’imminente pericolo, riuscendo così a tranquillizzare l’opinione pubblica in modo da realizzare immensi guadagni tramite una disonesta speculazione in borsa.
Il giorno stesso del previsto arrivo della cometa Stoll, quasi a sfidare il destino, indice un sontuoso party nella propria villa con numerosi invitati altolocati, mentre nasce fra la popolazione mineraria una sollevazione contro Stoll, guidata da Flint. Quando i primi effetti devastanti della catastrofe hanno luogo, la folla armata, esasperata da quella che pare essere la fine del mondo, fa irruzione nella villa, decisa a “riprendersi ciò che i ricchi hanno carpito loro” nel corso di anni di sfruttamento.
Stoll e Dina raggiungono, tramite un passaggio segreto, un rifugio sotterraneo nelle miniere, ma sono seguiti da Flint. Tutti e tre vi troveranno la morte.
Alla distruzione dell’intera cittadina segue uno tsunami. Edith, rifugiatasi sul tetto della propria casa, sarà tratta in salvo su una barca dal predicatore itinerante, e si ricongiungerà con Reymers, unico superstite del naufragio della propria imbarcazione.

## Produzione
Blom e la sua équipe crearono gli effetti speciali per il disastro della cometa usando una pioggia di scintille di fuoco e cortine di fumo.

## Distribuzione
La pellicola è stata restaurata dall'istituto cinematografico danese (Det Danske Filminstitut) e distribuita su DVD nel 2006.

### Titoli di distribuzione
- Das jüngste Gericht (DE)
- The End of the World (EN) [1]
- The Flaming Sword (EN)
- L'épée flamboyante (FR)
- La espada flamígera (ES)

## Accoglienza
Il film attrasse una vasta platea a causa della paura generata durante il passaggio della Cometa di Halley sei anni prima, così come i tumulti e disordini in corso della prima guerra mondiale.

### Critica
È considerato il primo film di fantascienza danese. È uno dei primissimi lungometraggi di genere fantascientifico, assieme a Ventimila leghe sotto i mari di Stuart Paton dello stesso anno, e del sottogenere apocalittico catastrofico. È stato anche definito il "primo film di avventura spaziale".
Lo storico danese del cinema Casper Tybjerg lo definisce un film "molto convincente, grazie all'eccellente recitazione e all'uso intelligente delle ambientazioni. Il lavoro della macchina da presa è di prim'ordine; tutto il film è caratterizzato dall'accurata ed elegante composizione delle immagini. Creare in maniera convincente le scene del disastro che distruggerà la Terra dev'essere stata per Blom ed i suoi tecnici la sfida più grande. La tecnologia degli effetti speciali era pressoché inesistente e le risorse finanziarie non erano illimitate, ma le scene del cataclisma sono sorprendentemente efficaci. [...] L'effetto è misterioso, disturbante e adeguatamente apocalittico. Soprattutto, il finale [...] è drammaticamente adeguato e davvero commovente."
Fantafilm scrive che si tratta di un "film poco conosciuto del regista di Himmelskibet e debole sotto il profilo degli effetti speciali, che sviluppa una situazione già affrontata qualche anno prima da The Comet, ma con intenti di critica sociale. La fine del mondo, per August Blom, segna il rovesciamento dei sistemi di vita da sempre fondati sull'ineguaglianza e l'esplosione della prima violenta lotta di classe."